# Auersberg
Der Auersberg ist ein 1018,2 m ü. NHN hoher Berg im Erzgebirge. Er liegt auf der Gemarkung Wildenthal im sächsischen Erzgebirgskreis im Naturraum Westerzgebirge unweit der tschechischen Grenze südöstlich von Eibenstock und nordwestlich von Johanngeorgenstadt.

## Lage und Geologie
Verwaltungstechnisch gehört der Auersberg zu Wildenthal, das seit 1994 ein Ortsteil von Eibenstock ist.
Nördlich des Auersberges liegt die Talsperre Sosa. Unterhalb des Gipfels befindet sich ein Parkplatz. Bei der Auffahrt zum Auersberg wird der Johanngeorgenstädter Ortsteil Sauschwemme durchquert.
Die Hauptgesteinsart ist mittelkörniger Granit, in den Turmalin eingeschlossen ist. Die Kuppe und ein Teil des Osthanges sind mit Andalusitglimmer in einer 80 Meter mächtigen Scholle bedeckt. Im Granit sind darüber hinaus Silber-, Zinn- und Eisenverbindungen eingeschlossen, die bereits im 16. Jahrhundert abgebaut wurden. Auf dem Höhepunkt der Bergbautätigkeit gab es am Auersberg bis zu 300 Gruben. Dazu zählte u. a. die Fundgrube Churhaus Sachsen. Außer den genannten Gesteinen sind noch Quarze und Schiefer nachgewiesen, die in der Gipfellage in Gängen vorkommen.

## Flora des Auersberges
Die Hänge hinauf wachsen vor allem Fichten und Ebereschen. Sie bilden bis fast auf den Gipfel einen geschlossenen Bestand, der seinen Erhalt auch der Tatsache verdankt, dass die Waldungen bereits seit den 1960er-Jahren unter Naturschutz stehen. Der Berg ist Standort der Auersberg-Buche.

## Geschichte des Aussichtsturmes auf dem Berg
Das Auersberggebiet war ein bevorzugtes Jagdrevier sächsischer Kurfürsten, die hier besonders dem Rothirsch und Auerhahn nachstellten.
Der Pfarrer Christian Gottlob Wild berichtete, dass noch um 1800 ein Aufstieg auf den Auersberg als ein Abenteuer galt. Ein bereits unter Kurfürst Johann Georg I. von Sachsen im 17. Jahrhundert wegen der Aussicht errichtetes Holzgerüst mit mehreren Schuppen auf dem Thurm genannten Gipfel überdauerten nur wenige Jahrzehnte und waren bereits 1791 nicht mehr vorhanden. Aus einem Bericht von 1726 geht jedoch hervor, dass es bei dem hölzernen Turm nicht um die schöne Aussicht ging, sondern um Beobachtungszwecke in Kriegs Läuffen.
So entschloss sich 1860 die königlich-sächsische Landesforstverwaltung, Granitsteine auf den Berg zu bringen und übernahm die Kosten für die Errichtung eines steinernen Turmes. Der erste Aussichtsturm im Erzgebirge wurde 1860 eingeweiht und gilt somit als ältester steinerner Aussichtsturm des Erzgebirges. In erster Linie diente der Turm zur Waldbrandüberwachung und als Station der königlich-sächsischen Triangulation. 1901 wurde er baulich gründlich verändert und auf seine jetzige Höhe von 18 m aufgestockt. 1940 bekam schließlich die Aussichtsplattform als Schutz eine hölzerne Haube.

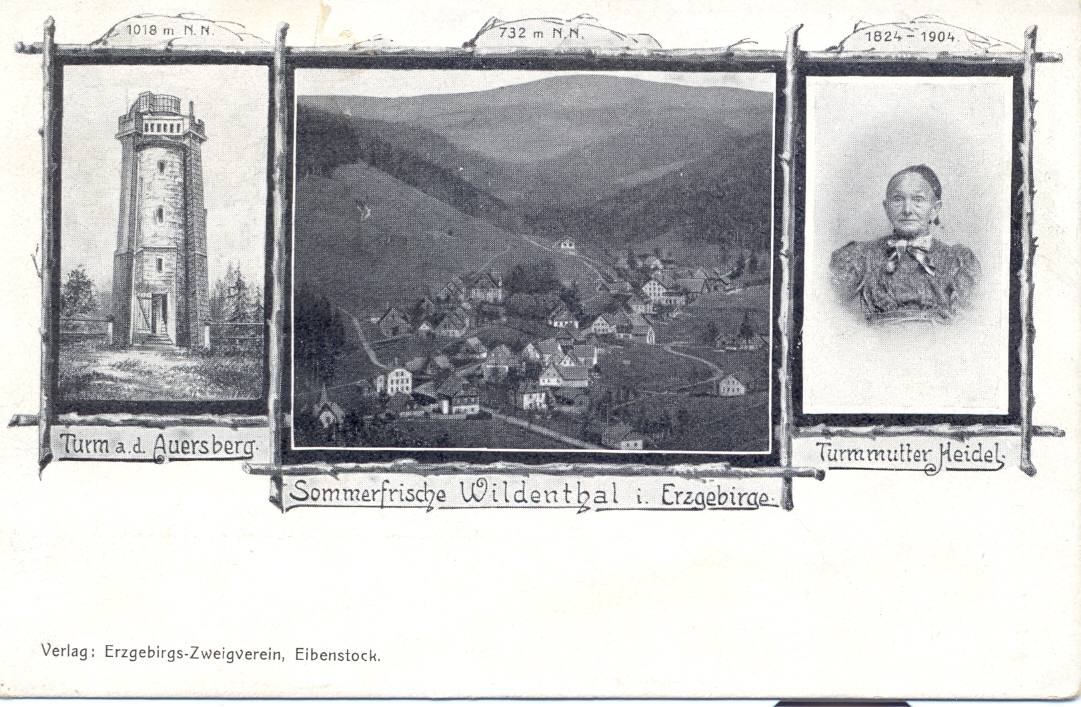
Auersbergturm mit Turmmutter Heidel

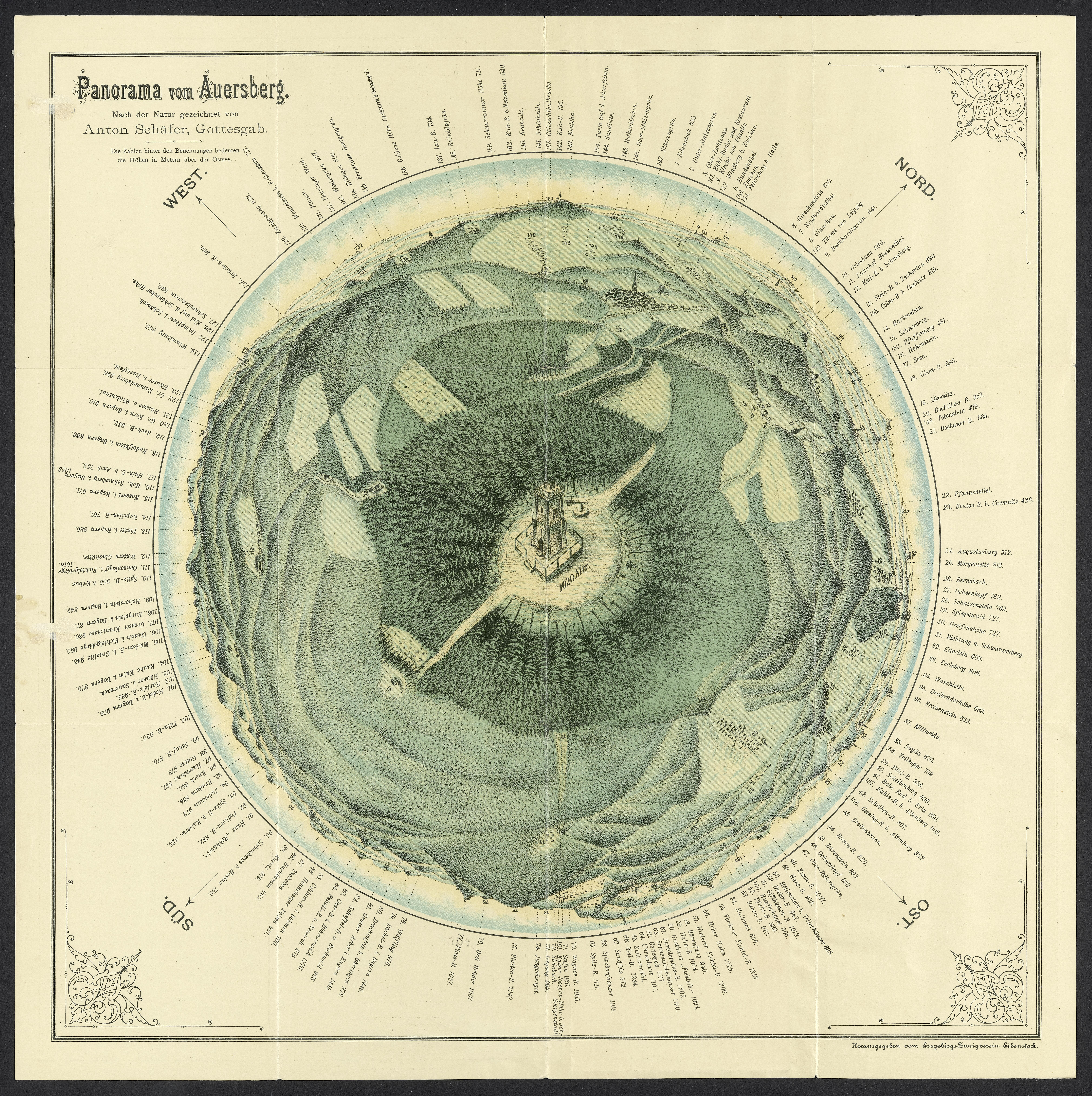
Panorama vom Auersberg (Zeichnung von Anton Schäfer, um 1897)

In einer Anzeige Anfang des 20. Jahrhunderts heißt es: „Der Turm ist während der Reisezeit Sonn- und Wochentags geöffnet. Eintritt 20 Pfennige. Turmwärter Heidel in Wildenthal.“ Dieser Turm lockte viele Wanderer an, die mit Speisen und Getränken versorgt wurden, wochentags durch die Familie Heidel und sonntags sowie feiertags durch die Familie Schneidenbach. Die Verpflegung trugen sie mittels Tragkorb hinauf. Die Überreste wurden in einer ausgebauten und geheimen Erdgrube aufbewahrt.
Am 9. November 1907 war in der Presse zu lesen: „Ergebene Einladung zur Weihe des Auersberghauses, Sonntag, den 10. November, von 11 Uhr ab, verbunden mit Konzert.“ Die Eröffnung eines Berghotels ging auf Initiativen des Erzgebirgsvereins zurück. Erster Bergwirt war Albert Heinz, ihm folgten Max Teller aus Johanngeorgenstadt und danach Karl Kiesbauer.

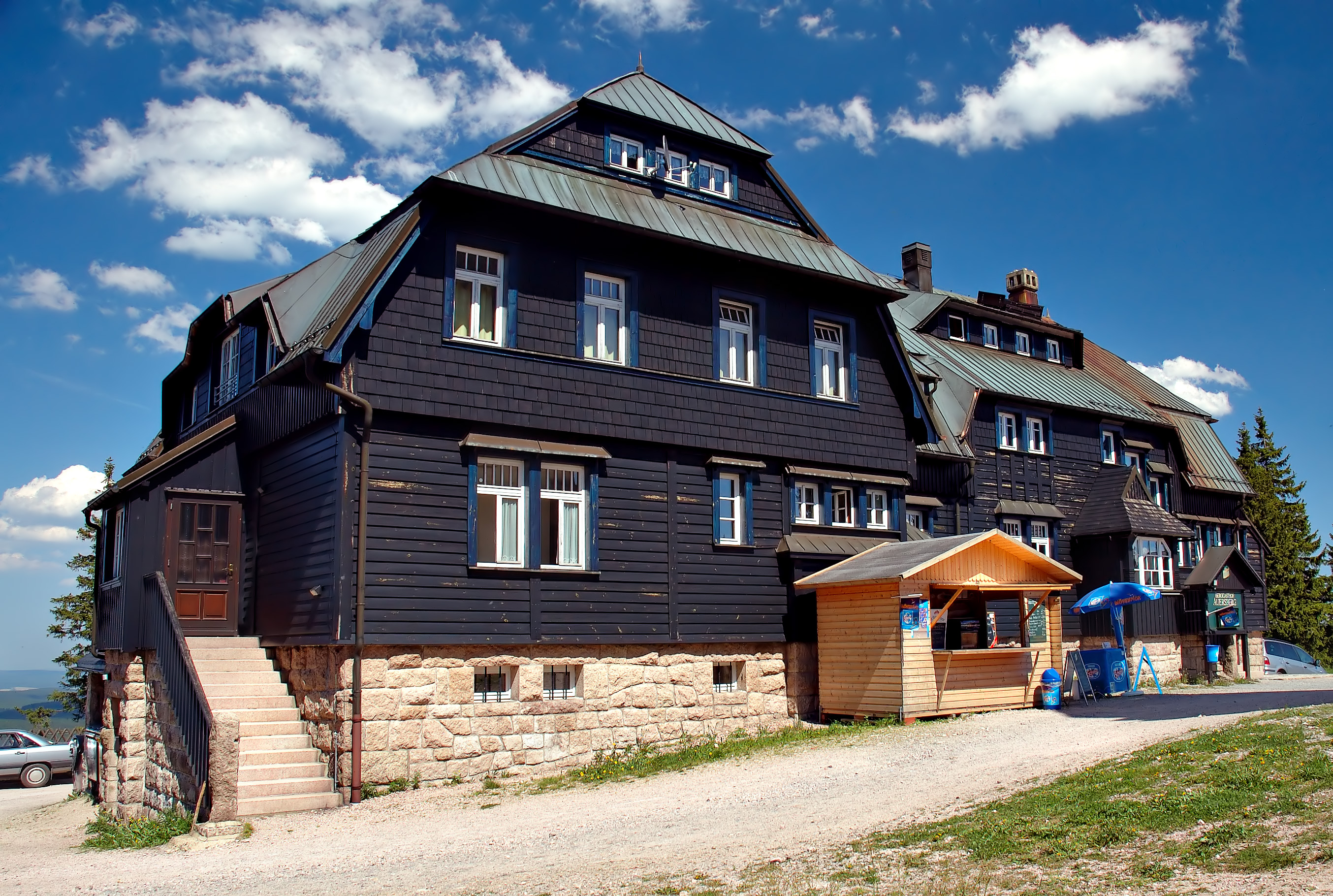
Berghotel

Am 3. Juli 1908 kehrte im Unterkunftshaus auf dem Auersberg auch König Friedrich August III. von Sachsen ein. „Der Blick vom Turme aus war prächtig... ‚Der herrliche Wald!', rief er aus, als er das dunkelgrüne Meer vor sich sah“, berichtete das Anzeigeblatt am 5. August 1908. Genau wie er erklommen viele Wanderer und Heimatfreunde in dieser Zeit den Berg, so dass der Zuspruch größer als erwartet war. So wurde bereits 1914 das Unterkunftshaus erweitert.

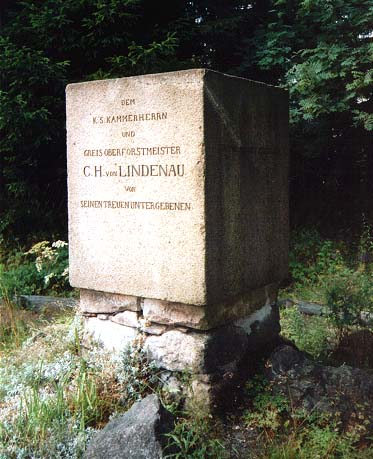
Lindenau-Gedenkstein von 1826 auf dem Gipfel

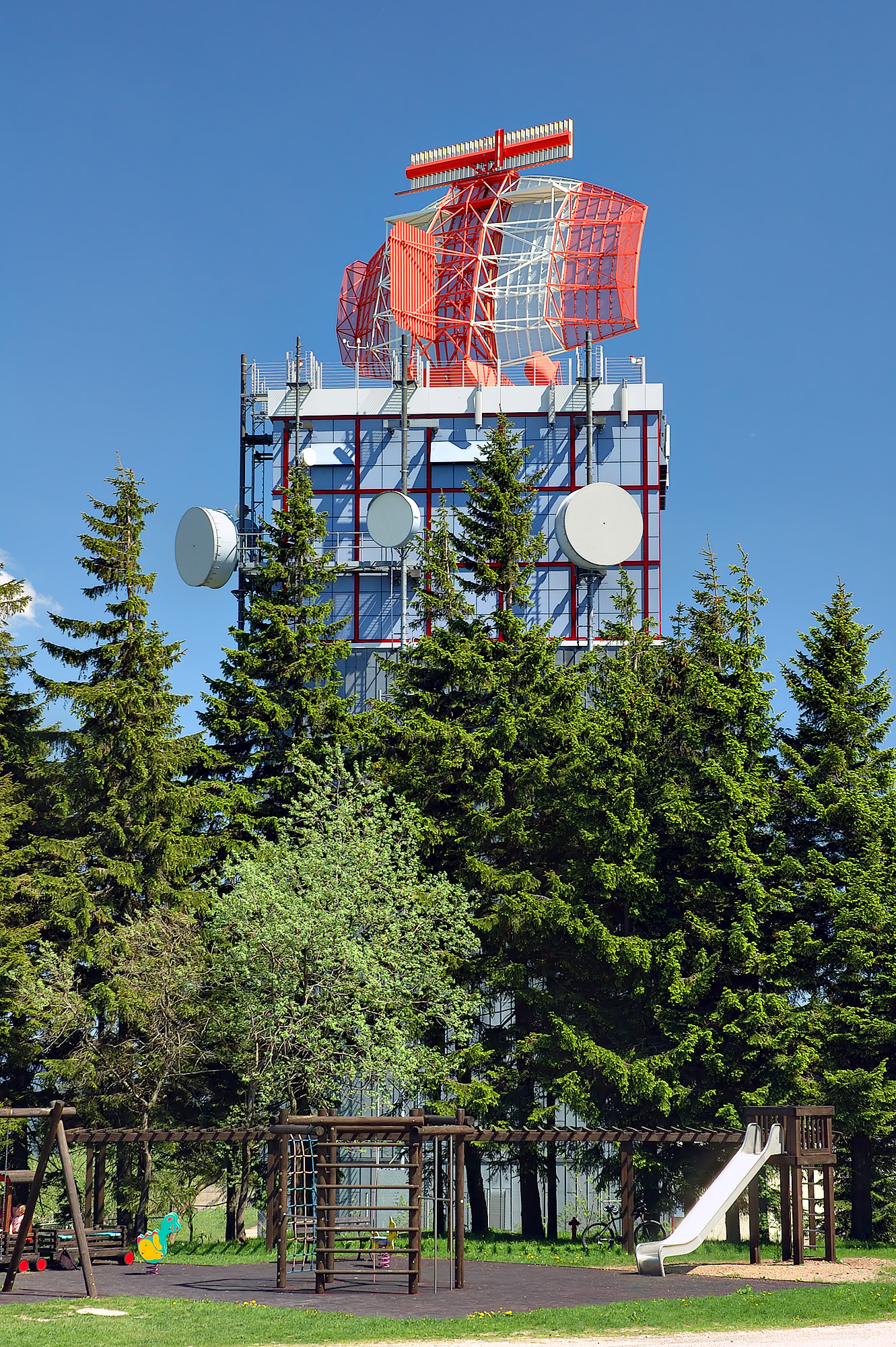
SREM-Radarstation der DFS
(MSSR Auersberg)

Während des Zweiten Weltkrieges befand sich eine Flak-Stellung auf dem Berg. Zum besseren Schutz des Luftraumbeobachtungspostens vor widrigen Witterungseinflüssen erhielt die Aussichtsplattform des Turmes eine hölzerne Ummantelung.
Bis in die Mitte der 1950er-Jahre befand sich im Unterkunftshaus die Jugendherberge Ernst Schneller, die von Johanngeorgenstadt aufgrund des Uranbergbaus nach Kriegsende hierher verlegt worden war. Der Berggasthof ging in den 1960er-Jahren in die Verwaltung der HO über, die ihn als Berghotel bewirtschaftete.
Ab August 1983 ließ das Ministerium für Staatssicherheit der DDR etwas unterhalb des Gipfels eine Radarstation (A-Turm) errichten. Der Bau der Anlage dauerte bis November 1985 und wurde fortan aufgrund der Kuppel im Volksmund als „Stasi-Moschee“ bezeichnet. Als nach der deutschen Wiedervereinigung Pläne der Gemeinde Wildenthal zur Umnutzung als Stasi-Museum oder auch als Jugendherberge fehlschlugen, ließ in den 1990er-Jahren die DFS (Deutsche Flugsicherung) das Gebäude umbauen und nutzt es seitdem für die  SREM-Radaranlage Auersberg. Jede der bundesweit sechs Anlagen hat einen Erfassungsradius von etwa 145 NM (Nautischen Meilen entspricht 270 km).
In den Jahren 1992–1994 wurden der Turm und das Auersberghaus von der Gemeinde Wildenthal mit umfangreichen Fördermitteln des Freistaates Sachsen umfassend und stilgetreu saniert. Der sich seit der Eingemeindung von Wildenthal im Eigentum der Bergstadt Eibenstock befindliche Berggasthof Auersberg galt nach Schließung des Fichtelberghauses kurzzeitig bis 1999 als das höchstgelegene Hotel in Sachsen.
Nachdem der Berggasthof im März 2018 durch die Stadt Eibenstock an Peter Simmel verkauft wurde, ist dieser seit 10. Mai 2018 wieder geöffnet.

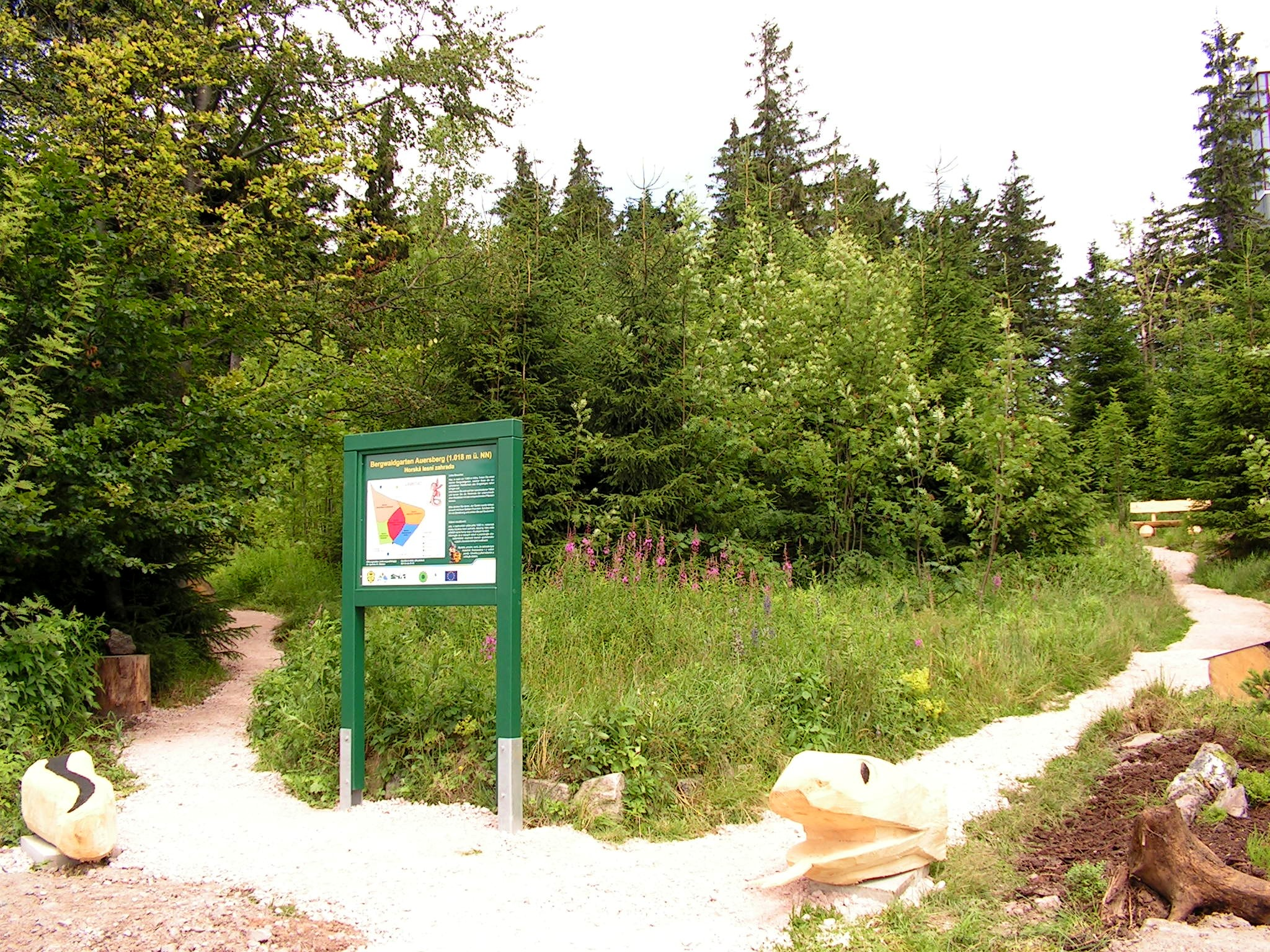
Zweisprachiger Lehrpfad „Bergwaldgarten Auersberg“

Am 13. Juli 2011 wurde im Beisein des Landrates des Erzgebirgskreises der zweisprachige (deutsch-tschechisch) Lehrpfad „Bergwaldgarten Auersberg“ eröffnet.
Am östlichen Fuß des Auersberges befanden sich bis zu einem Brand im ausgehenden 19. Jahrhundert die Auersberger Häuser.

## Wege auf den Gipfel
Der kürzeste Aufstieg von Wildenthal auf den Auersberg-Gipfel heißt volkstümlich Der Schlangenweg und führt in sechs Serpentinen und an der Rodelbahn entlang hinauf.
Eine weitere Möglichkeit ist die Benutzung der Landstraße Richtung Oberwildenthal, dann am Friedhof vorüber und über den Mittelflügel auf die Kuppe. Die dritte Möglichkeit heißt Zickzackweg und führt vom Zentrum des Dorfes zum Schlangenweg hin.
Mit dem Auto kann nur der Parkplatz unterhalb des Gipfels angefahren werden.
Mit dem Rad gibt es mehrere Varianten. Der „Auersbergkönig“ beginnt am Blauenthaler Wasserfall und führt zunächst durch das Tal der Großen Bockau (Südteil der Karlsroute) bis zur Rektorbrücke und anschließend über Bärenweg, Mittelflügel und Wellenschaukel zum Gipfel des Auersbergs. Weiterhin ist der Auersberg Etappenort der Mountainbikestrecke Stoneman Miriquidi.
Am Fuß des Berges befindet sich das Denkmal „Letzter Bär am Auersberg“.